# Вансевенант, Вим
Вим Вансевенант (нидерл. Wim Vansevenant; род. 23 декабря 1971) — бельгийский велогонщик, трижды обладатель приза «Лантерн руж» на Тур де Франс. Отец велогонщика Маури Вансевенанта.

## Биография
В молодости жил в Бовекерке с родителями, позднее перебрался в Торхаут на ферму. В 1994 году появился в велоспорте, профессиональную карьеру официально начал в 1995 году. Выступал за команды «Новелл», «Фландерен 2002», «Коллстроп», «Фарм Фрайтс», «Меркюри-Вьятель» и «Лотто». Вим участвовал в Тур де Франс, где трижды становился худшим гонщиком в 2006, 2007 и 2008 годах, что является уникальным результатом. Сам Вансевенант по этому поводу в 2006 году неоднократно говорил, что не он гонится за последним местом, а оно само к нему идёт. В 2008 году он завершил карьеру и вернулся на ферму родителей.
В июне 2011 года он был задержан полицией по обвинению в распространении запрещённых препаратов для команды «Омега Фарма-Лотто», однако отверг обвинения, заявив, что эти препараты покупал только для себя.

## Достижения
- Бронзовый призёр чемпионата мира среди военных (1993)
- Бронзовый призёр чемпионата Бельгии в гонке с раздельным стартом среди любителей (1993)
- Тур Воклюза — победитель второго этапа (1996)